# 潘宗顏
潘宗颜（1582年—1619年4月15日），字士瓒，号怀鲁，明朝政治人物，保安卫（今河北张家口）人。

## 生平
潘宗颜年少起便通曉詩詞、天文、兵法等。明神宗萬曆四十年（1612年）壬子科順天鄉試一百零五名，萬曆四十一年（1613年）聯捷进士，官户部主事，陞山東司郎中，管理遼東糧儲。隨即陞山东按察使遼東佥事。
萬曆四十四年（1616年），建州衛首領努爾哈赤叛明朝稱汗建立後金。潘宗颜見遼東边备松懈，於是数次上书陈述辽东邊備不足之处，朝廷卻無接納。只派他到辽东督办军饷，任监军，後升为开原兵备佥事。
萬曆四十七年（1619年），朝廷以杨镐為遼東經略，並且集結全國軍隊討伐後金。潘宗颜向杨镐進谏北路軍主将马林平庸，建议改换別人。可惜杨镐没有采纳，只派潘宗颜以參將身份協助马林。
北路军出三岔兒堡，到稗子峪立营。夜间传来西路军杜松战败。马林下令北路军停止前进，驻尚间崖，依山结阵，命令潘宗颜和原西路軍輜重營龔念遂等各率万人分屯裴芬山和斡珲鄂谟，成掎角之勢。三月一日，后金貝勒代善率兵首先攻破龚念遂部，龚念遂部全军覆没戰死沙場。随后努爾哈赤进攻尚间崖，大败马林，夺占尚间崖。接着后金军集中兵力，攻打駐守裴芬山的潘宗颜。
三月二日，后金兵一面強攻、三面包圍飛芬山，宗颜立刻指挥火铳、大炮抵擋，並且「奮呼衝擊，膽氣彌厲。」後金攻勢猛烈，明軍寡不敵眾，宗顏中箭身死，其死時「骨糜肢爛，慘不忍睹」。同時與游击窦永澄、守备江万春、赞理通判董尔砺等皆戰死。努尔哈赤趁机攻占裴芬山，明朝北路军全軍覆没。
明朝追赠光禄卿、大理寺卿，谥节愍，於保安卫立祠祭祀，名曰「表忠」。

## 家族
曾祖潘璽。祖父潘龍。父潘养正。弟潘宗舜。子潘兆環。